# Aviron, Eure
Aviron är en kommun i departementet Eure i regionen Normandie i norra Frankrike. Kommunen ligger i kantonen Évreux-Nord som tillhör arrondissementet Évreux. År 2022 hade Aviron 1 098 invånare.

## Befolkningsutveckling
Antalet invånare i kommunen Aviron
Referens:INSEE